# Herman Lindqvist (organist)
Karl Herman Emanuel Lindqvist, född 3 april 1878 i Sköllersta församling, Örebro län, död 18 maj 1970 i Västerås domkyrkoförsamling, Västmanlands län, var en svensk organist.

## Biografi
Herman Lindqvist tog 1896 organist- samt 1900 kyrkosångar- och musiklärarexamina vid konservatoriet i Stockholm, blev domkyrkoorganist 1901 i Visby och 1915 i Västerås församling, tillika musiklärare vid högre allmänna läroverken där. Han avgick från musiklärartjänsten 1943 men hade kvar organisttjänsten fram till 1948. Han studerade även vid Klindworth-Scharwenka-konservatoriet i Berlin och för Alexandre Guilmant i Paris. 
Lindqvist gav konserter i såväl de skandinaviska länderna som i Berlin, Dresden och Paris. Han betroddes 1908 med att inviga en stor konsertorgel i Blüthnersaal i Berlin. Som dirigent för en av honom bildad kör i Västerås framförde han stora oratorier med mera. 
Lindqvist var ledare av Gotlands läns sångarförbund.
Lindqvist gifte sig 1915 med Emelie Eugenie Henriette Björkander (född 1887). De fick tillsammans barnen Bert (född 1917), Arne (född 1919) och Nils (född 1925).

## Utmärkelser
- 1927 – RWO.
- 1945 – Patriotiska sällskapets stora guldmedalj.
- 1948 – Litteris et Artibus.